# Elecciones municipales de San Martín de 2006
Las elecciones municipales de San Martín de 2006 se llevaron a cabo el 19 de noviembre de 2006 para elegir al alcalde y al Concejo Provincial de San Martín para el periodo 2007-2010. La elección se celebró simultáneamente con elecciones regionales y municipales (provinciales y distritales) en todo el Perú.

## Sistema electoral
La Municipalidad Provincial de San Martín es el órgano administrativo y de gobierno de la provincia de San Martín. Está compuesta por el alcalde y el Concejo Provincial.
La votación del alcalde y el concejo se realiza en base al sufragio universal, que comprende a todos los ciudadanos nacionales mayores de dieciocho años, empadronados y residentes en la provincia de San Martín y en pleno goce de sus derechos políticos, así como a los ciudadanos no nacionales residentes y empadronados en la provincia de San Martín.
El Concejo Provincial de San Martín está compuesto por 11 regidores elegidos por sufragio directo para un período de cuatro (4) años, en forma conjunta con la elección del alcalde (quien lo preside). La votación es por lista cerrada y bloqueada. Se asigna a la lista ganadora los escaños según el método d'Hondt o la mitad más uno, lo que más le favorezca.

## Composición del Concejo Provincial de San Martín
La siguiente tabla muestra la composición del Concejo Provincial de San Martín antes de las elecciones.
| Partidos | Partidos                       | Regidores |
| -------- | ------------------------------ | --------- |
|          | Movimiento Independiente IDEAS | 7         |
|          | Partido Aprista Peruano        | 2         |
|          | Acción Popular                 | 1         |
|          | Perú Posible                   | 1         |

## Partidos y candidatos
A continuación se muestra una lista de los principales partidos y alianzas electorales que participaron en las elecciones:
| Candidatura | Candidatura | Partidos y alianzas                                | Candidatos | Candidatos                    | Ideología                                                          | Resultado previo | Resultado previo | Ref. |
| Candidatura | Candidatura | Partidos y alianzas                                | Candidatos | Candidatos                    | Ideología                                                          | Votos (%)        | Reg.             | Ref. |
| ----------- | ----------- | -------------------------------------------------- | ---------- | ----------------------------- | ------------------------------------------------------------------ | ---------------- | ---------------- | ---- |
|             | IDEAS       | Lista - Movimiento Político Regional IDEAS (IDEAS) |            | Armando Gonzáles del Águila   | Regionalismo sanmartinense                                         | 26.66%           | 7                |      |
|             | APRA        | Lista - Partido Aprista Peruano (APRA)             |            | José Sánchez Sánchez          | Aprismo                                                            | 21.90%           | 2                |      |
|             | AP          | Lista - Acción Popular (AP)                        |            | José Arévalo Angulo           | Humanismo Nacionalismo cívico Reformismo                           | 20.26%           | 1                |      |
|             | MNI         | Lista - Movimiento Nueva Izquierda (MNI)           |            | Jorge Valiente Espino         | Marxismo-leninismo Mariateguismo Socialismo democrático            | 0.47%            | 0                |      |
|             | UPP         | Lista - Unión por el Perú (UPP)                    |            | Jiuner Caballero del Castillo | Nacionalismo de izquierda Socialdemocracia                         | Nuevo            | Nuevo            |      |
|             | APP         | Lista - Alianza para el Progreso (APP)             |            | Mauro Trigozo Paredes         | Liberalismo económico Conservadurismo liberal Populismo de derecha | Nuevo            | Nuevo            |      |
|             | RN          | Lista - Restauración Nacional (RN)                 |            | David Gómez Cueva             | Liberalismo económico Humanismo cristiano Evangelismo              | Nuevo            | Nuevo            |      |
|             | PNP         | Lista - Partido Nacionalista Peruano (PNP)         |            | Lionel Bardales del Águila    | Socialismo democrático Nacionalismo de izquierda                   | Nuevo            | Nuevo            |      |
|             | NA          | Lista - Nueva Amazonía (NA)                        |            | Christopher Rivero Uzategui   | Regionalismo sanmartinense                                         | Nuevo            | Nuevo            |      |

## Resultados

### Sumario general
| |                                             |              |              |              |           |           |  |  |
| Partidos y coaliciones                                                                                            | Partidos y coaliciones                      | Voto popular | Voto popular | Voto popular | Regidores | Regidores |  |  |
| Partidos y coaliciones                                                                                            | Partidos y coaliciones                      | Votos        | %            | ±pp          | Total     | +/−       |  |  |
| | Nueva Amazonía (NA)                         | 33,186       | 45.41        | Nuevo        | 7         | +7        |  |  |
| | Partido Aprista Peruano (APRA)              | 12,516       | 17.13        | –4.77        | 2         | ±0        |  |  |
| | Movimiento Político Regional IDEAS (IDEAS)1 | 11,725       | 16.04        | –10.62       | 2         | –5        |  |  |
| | Acción Popular (AP)                         | 4,777        | 6.54         | –13.72       | 0         | –1        |  |  |
| | Alianza para el Progreso (APP)              | 4,153        | 5.68         | Nuevo        | 0         | ±0        |  |  |
| | Partido Nacionalista Peruano (PNP)          | 3,202        | 4.38         | Nuevo        | 0         | ±0        |  |  |
| | Restauración Nacional (RN)                  | 1,920        | 2.63         | Nuevo        | 0         | ±0        |  |  |
| | Unión por el Perú (UPP)                     | 1,525        | 2.09         | Nuevo        | 0         | ±0        |  |  |
| | Movimiento Nueva Izquierda (MNI)            | 77           | 0.11         | –0.36        | 0         | ±0        |  |  |
| |                                             |              |              |              |           |           |  |  |
| Total | Total                                       | 73,081       |              |              | 11        | ±0        |  |  |
| |                                             |              |              |              |           |           |  |  |
| Votos válidos | Votos válidos                               | 73,081       | 90.60        | +3.69        |           |           |  |  |
| Votos en blanco                                                                                                   | Votos en blanco                             | 3,613        | 4.48         | –2.97        |           |           |  |  |
| Votos nulos | Votos nulos                                 | 3,972        | 4.92         | –0.72        |           |           |  |  |
| Votos emitidos | Votos emitidos                              | 80,666       | 86.67        | +2.76        |           |           |  |  |
| Abstenciones | Abstenciones                                | 12,410       | 13.33        | –2.76        |           |           |  |  |
| Votantes registrados                                                                                              | Votantes registrados                        | 93,076       |              |              |           |           |  |  |
| |                                             |              |              |              |           |           |  |  |
| Fuente: |                                             |              |              |              |           |           |  |  |
| Notas al pie: 1 Comparado con los resultados de Movimiento Independiente IDEAS (IDEAS) en las elecciones de 2002. |                                             |              |              |              |           |           |  |  |
| Notas al pie: |                                             |              |              |              |           |           |  |  |
| 1 Comparado con los resultados de Movimiento Independiente IDEAS (IDEAS) en las elecciones de 2002.               |                                             |              |              |              |           |           |  |  |

## Elecciones municipales distritales

### Resultados por distrito
La siguiente tabla enumera el control de los distritos de la provincia de San Martín. El cambio de mando de una organización política se resalta del color de ese partido.
| Distrito             | Alcalde(sa) titular          | Partido político | Partido político                 | Alcalde(sa) electo(a)    | Partido político | Partido político                   |
| -------------------- | ---------------------------- | ---------------- | -------------------------------- | ------------------------ | ---------------- | ---------------------------------- |
| Alberto Leveau       | Orlando Gatica Córdova       |                  | Unidad Nacional                  | Regner Fasanando Mendoza |                  | Movimiento Político Regional IDEAS |
| Cacatachi            | Javier Flores Arévalo        |                  | Movimiento Independiente IDEAS   | Edgard Cotrina Vásquez   |                  | Partido Aprista Peruano            |
| Chazuta              | Demetrio Saurin Apagueño     |                  | Movimiento Independiente IDEAS   | Isaac Tangoa Panaifo     |                  | Nueva Amazonía                     |
| Chipurana            | César Cavero Napuchi         |                  | Avancemos Chipurana              | César Cavero Napuchi     |                  | Partido Aprista Peruano            |
| El Porvenir          | Hugo Zavaleta Zumaeta        |                  | Partido Aprista Peruano          | Herman Jáuregui Tejada   |                  | Nueva Amazonía                     |
| Huimbayoc            | Elías Campos Pezo            |                  | Partido Aprista Peruano          | Lucas Arévalo Cumapa     |                  | Partido Nacionalista Peruano       |
| Juan Guerra          | Víctor Flores Paredes        |                  | Fuerza Juan Guerrina             | Víctor Flores Paredes    |                  | Nueva Amazonía                     |
| La Banda de Shilcayo | Hilder Navarro Mego          |                  | Siempre con La Banda de Shilcayo | César Flores Pinedo      |                  | Nueva Amazonía                     |
| Morales              | Emiterio Ramos Quispe        |                  | Somos Perú                       | Linder Arévalo Meléndez  |                  | Nueva Amazonía                     |
| Papaplaya            | Emilio Ysuiza Shapiama       |                  | Perú Posible                     | Orlando Hipushima Chumbe |                  | Acción Popular                     |
| San Antonio          | Linder Reátegui Cueva        |                  | Movimiento Independiente IDEAS   | Carmen Vásquez Pinedo    |                  | Nueva Amazonía                     |
| Sauce                | José del Águila García       |                  | Perú Posible                     | Sebastián Calderón Bacón |                  | Nueva Amazonía                     |
| Shapaja              | Waldir del Castillo Gonzales |                  | Frente de Integración Comunal    | Luis Delgado Babilonia   |                  | Movimiento Político Regional IDEAS |